# Salius
Salius är ett släkte av skalbaggar. Salius ingår i familjen vivlar.

## Dottertaxa tillSalius, i alfabetisk ordning[1]
- Salius alni
- Salius bifasciatus
- Salius calceatus
- Salius carnifex
- Salius decoratus
- Salius erythropus
- Salius fagi
- Salius haematitius
- Salius helicis
- Salius ilicis
- Salius jota
- Salius lonicerae
- Salius nusci
- Salius pilosulus
- Salius pilosus
- Salius populi
- Salius pratensis
- Salius pubescens
- Salius quercus
- Salius rufitarsis
- Salius rusci
- Salius saliceti
- Salius salicis
- Salius scutellaris
- Salius secalis
- Salius stigma
- Salius viminalis